# 徳川光圀
徳川 光圀（とくがわ みつくに、寛永5年6月10日〈1628年7月11日〉 - 元禄13年12月6日〈1701年1月14日〉）は、江戸時代前期の大名。常陸水戸藩の第2代藩主。諡号は「義公｣、字は「子龍｣、号は「梅里｣。また神号は「高譲味道根之命｣（たかゆずるうましみちねのみこと）。水戸藩初代藩主・徳川頼房の三男。江戸幕府初代将軍・徳川家康の孫に当たる。
儒学を奨励し、彰考館を設けて『大日本史』を編纂し、水戸学の基礎をつくった。
後世では創作の題材になり「水戸黄門」として知られている。「水戸黄門」の「水戸」とは領地である水戸のこと、「黄門」は官職である中納言・権中納言の唐名（漢風名称）である。一般に「水戸黄門」といえば光圀のことを指すが、歴代の水戸藩主には光圀以外にも頼房、綱條、治保、斉脩、斉昭、慶篤が中納言・権中納言に任じられており、「水戸黄門」と呼ぶに足る人物は7人いたことになる。

## 概要
藩主時代には寺社改革や殉死の禁止、「快風丸」建造による蝦夷地（後の北海道石狩国）の探検などを行った。また、後に『大日本史』と呼ばれる修史事業に着手し、古典研究や文化財の保存活動など数々の文化事業に力を注いだ。さらに、徳川御三家の長老として、徳川綱吉期には幕政にも影響力を持った。
同時代から言行録や伝記を通じて名君伝説が確立しているが、特に江戸時代後期から近代にかけて、白髭と頭巾姿で諸国を行脚してお上の横暴から民百姓の味方をする、フィクションとしての黄門漫遊譚が形成された。水戸黄門は講談や歌舞伎の題材として大衆的人気を獲得し、昭和時代には映画やテレビドラマなどの題材とされた（「水戸黄門」参照）。『大日本史』の編纂に必要な資料収集のために家臣を諸国に派遣したことや、隠居後に水戸藩領内を巡視した話などから諸国漫遊がイメージされたと考えられるが、実際の光圀は日光、鎌倉、金沢八景、房総などしか訪れたことがなく、関東に隣接する勿来と熱海（新編鎌倉志参照）を除くと、現在の関東地方の範囲から出た記録はない。
光圀の主導した多方面の文化事業が評価されている一方で、為政者としては、石高に対し高い格式のため（「徳川御三家」参照）、頼房時代から既に悪化していた藩財政に対し、広範な文化事業がさらなる財政悪化をもたらしたとの指摘がされている。

## 生涯

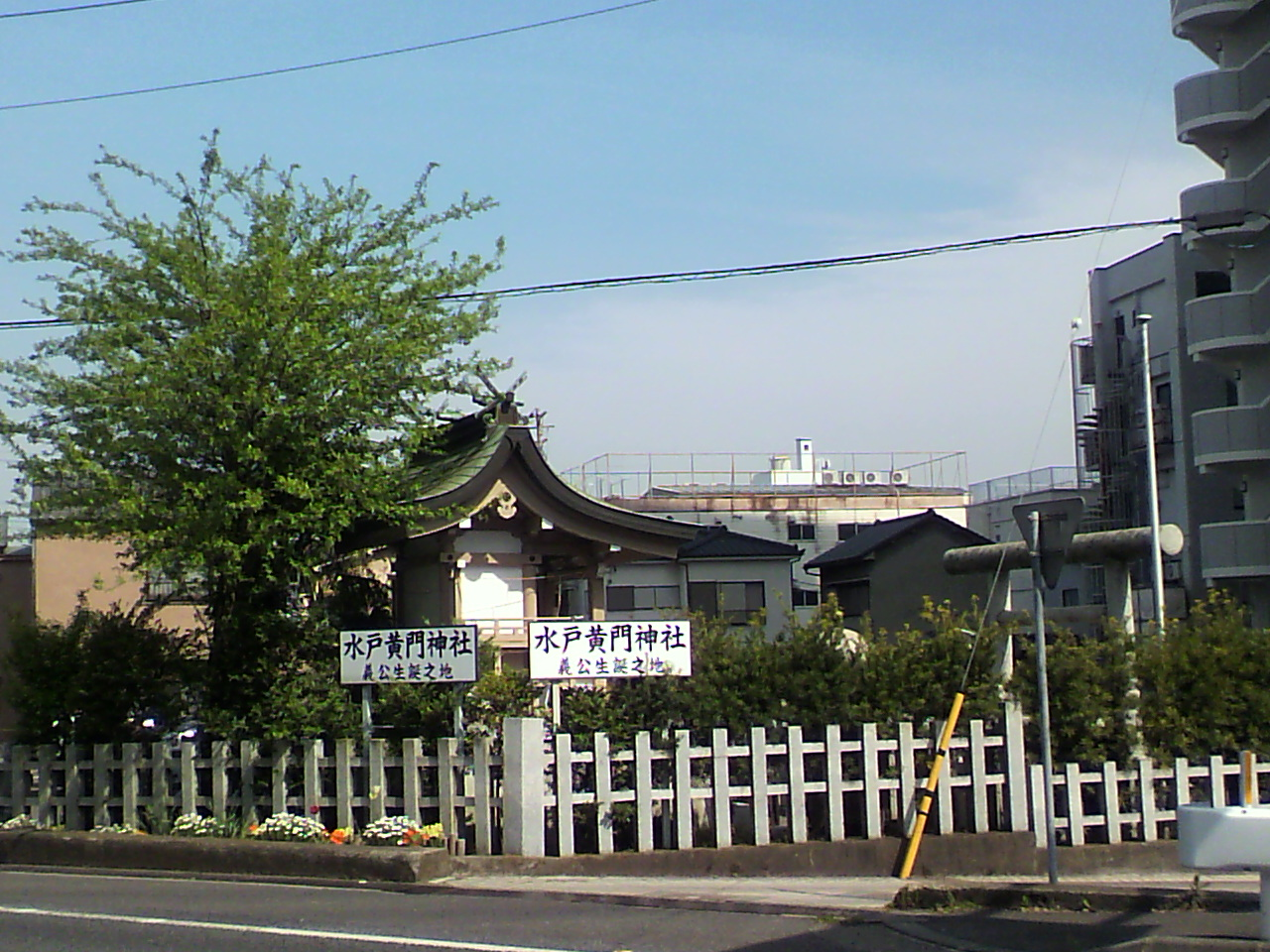
水戸黄門神社（義公生誕地）

### 幼年時代
寛永5年6月10日（西暦1628年7月11日）、水戸徳川家当主・徳川頼房の三男として水戸城下柵町（現在の茨城県水戸市宮町）にある家臣・三木之次の屋敷で生まれる。
母は谷重則の娘・高瀬局。『桃源遺事』によれば、頼房は三木夫妻に対して高瀬局の堕胎を命じたが、三木夫妻は主命に背いて密かに出産させたという。高瀬局が懐妊した際に、父の頼房はまだ御簾中（正室）を迎えていなかった。
後年の光圀自身が回想した『義公遺事』によれば、高瀬局は奥付きの老女養心院の娘で、正式な側室ではなかった。母につき従って奥に出入りするうちに頼房の寵を得て、光圀の同母兄である松平頼重を懐妊したが、高瀬局の母養心院はこのことに憤慨してなだめられず、正式な側室であったお勝の方（円理院）も機嫌を損ねたため、頼房は堕胎を命じた。頼房乳母で奥付老女の之次の妻・武佐が頼房の准母英勝院と相談し、密かに江戸麹町の別荘で頼重を出産したという。光圀にも同様に堕胎の命令が出され、光圀は水戸の三木邸で生まれた。
頼重と光圀の間には次男・亀丸を含め5人の兄弟姉妹がいるが、彼らには堕胎命令の伝承はなく、光圀になぜ堕胎の命が出されたかは不明である。母に勢力がなかったためだろうかと、後年の光圀は語ったようである（『義公遺事』）。
また、当時の江戸幕府が大名の一夫一妻制を進めており、正室以外の妻妾やその子供の存在そのものが武家諸法度違反に問われる可能性があったからとする説もある。この説では頼房の養母となっていた英勝院の奔走で頼重と光圀の存在を公にすることが許されたとされている。
『西山遺文』によれば、幼少時には三木夫妻の子（年齢的には孫）として育てられたと言われ、『玄桐筆記』には生誕後間もない光圀と頼房が対面していることをうかがわせる逸話を記している。また、『桃源遺事』『義公遺事』『玄桐筆記』などの伝記史料には、幼少時からの非凡を示す逸話が記されている。
寛永9年（1632年）に水戸城に入城した。翌寛永10年（1633年）11月に光圀は世子に決定し、翌月には江戸小石川の藩邸に入り世子教育を受ける。世子内定の時期や経緯は諸書で若干異なっているが、頼房の付家老・中山信吉が水戸へ下向して行われており、3代将軍・徳川家光や英勝院の意向もあったという。翌寛永11年（1634年）には英勝院に伴われて江戸城で家光に拝謁している。

### 藩主相続まで
寛永13年（1636年）には元服し、将軍・家光からの偏諱を与えられて光国と改める。この年、伊藤友玄、小野言員、内藤高康の3人が傅役となる。また水戸藩家老職の山野辺義忠の薫陶を受ける。だが、少年の頃の光国の言動はいわゆる不良であった。兄（頼重）を差し置いての世子決定が光国の気持ちに複雑なものを抱かせたといわれ、派手な格好で不良仲間と出歩き、相撲大会で参加した仲間が次々と負けたことに腹を立てて刀を振り回したりする振る舞いを行っており、吉原遊廓へ頻繁に通い、弟たちに卑猥なことを教えたりもした。さらには辻斬りを行うなど蛮行を働いている。光国16～17歳のとき、傅役の小野言員が「小野言員諫草（小野諫草）」を書いて自省を求めた。光国18歳のとき、司馬遷の『史記』伯夷伝を読んで感銘を受け、これにより勉学に打ち込むこととなる。
承応元年（1652年）、侍女の弥智（玉井親次の娘）との間に男子（頼常）が生まれるが、母の弥智は妊娠中に家臣・伊藤友玄に預けられて出産し、生まれた子は翌年に高松に送られて兄・頼重の高松城内で育てられた。光国に対面したのは13歳の時であったが、このとき光国は親しみの様子を見せなかったという。承応3年（1654年）、前関白・近衛信尋の娘・尋子（泰姫）と結婚する。
明暦3年（1657年）、駒込邸に史局を設置し、紀伝体の歴史書である『大日本史』の編纂作業に着手する。
万治元年閏12月23日（西暦1659年2月14日）妻・泰姫が21歳で死去。以後は御簾中を娶らなかった。

### 藩主時代
寛文元年（1661年）7月、父・頼房が水戸城で死去。葬儀は儒教の礼式で行い、領内久慈郡に新しく作られた儒式の墓地・瑞竜山に葬った。当時の風習であった家臣の殉死を禁じ、光国は自ら殉死の噂された家臣宅を廻り、「殉死は頼房公には忠義だが私には不忠義ではないか」と問いかけ殉死をやめさせたといわれている。幕府が殉死禁止令を出したのはその2年後であるので、『義公行実』では殉死の禁止の初例としている。ただし、同じ頃、紀州藩、彦根藩、会津藩でも殉死を禁ずる旨の記録があるので、水戸藩が初例かどうかはわからない。
8月19日、幕府の上使を受け水戸藩28万石の第2代藩主となる。『桃源遺事』では、この前日、兄・頼重と弟たちに「兄の長男・松千代（綱方）を養子に欲しい。これが叶えられなければ、自分は家督相続を断り、遁世するつもりである」と言ったという。兄弟は光国を説得したが、光国の意志は固く、今度は弟たちが頼重を説得し、頼重もやむなく松千代を養子に出すことを承諾した、とされている。しかし実際には、綱方が光国の養子となったのは、寛文3年（1663年）12月である。翌寛文4年（1664年）2月、光国の実子・頼常が頼重の養子となる。さらに寛文5年には頼重の次男・采女（綱條）が水戸家に移り、綱方死後の寛文11年（1671年）に光国の養子となった。また、弟・頼元に那珂郡2万石（額田藩）を、頼隆に久慈郡2万石（保内藩）を分与する。
藩主就任直後の寛文2年（1662年）、町奉行・望月恒隆に水道設置を命じた。頼房時代に造営された水戸下町は元々は湿地帯であったため井戸水が濁り、住民は飲料水に不自由であった。望月は笠原不動谷の湧水を水源と定め、笠原から細谷まで全長約10kmを埋設した岩樋でつなぐ笠原水道を着工。実際の敷設は永田勘衛門とその息子が担当した。約1年半で完成した。笠原水道は改修を重ね、明治時代に近代的な水道が整備されるまで利用された。
寛文3年（1663年）、領内の寺社改革に乗り出し、村単位に「開基帳」の作成を命じた。寛文5年（1665年）、寺社奉行2人を任じ、翌年寺社の破却・移転などを断行した。開基帳には2,377寺が記されているが、この年処分されたのは1,098寺で、46％に及ぶ。うち破却は713寺。主な理由は不行跡であった。神社については、社僧を別院に住まわせるなど神仏分離を徹底させた。また、藩士の墓地として、特定の寺院宗派に属さない共有墓地を、水戸上町・下町それぞれに設けた（現在の常磐共有墓地 と酒門共有墓地）。一方で、由緒正しい寺院、長勝寺 (潮来市)や願入寺（大洗町）などについては支援・保護した。神社については、静神社（那珂市）、吉田神社（水戸市）などの修造を助けるとともに、神主を京に派遣して、神道を学ばせている。
寛文5年（1665年）、明の遺臣・朱舜水を招く。朱舜水の学風は、実理を重んじる実学派であった。朱舜水を招いた主な目的は、学校建設にあったようであるが、おそらく費用の面から実現しなかった。しかし、その儒学と実学を結びつける学風は、水戸藩の学風の特徴となって残った。朱舜水は、17年後の天和2年（1682年）死去し、瑞龍山に葬られた。
延宝元年（1673年）、5回目の就藩からの江戸帰府に際し、通常の経路でなく、上総から船で鎌倉に渡り江戸へという経路をたどった。鎌倉では英勝寺を拠点として名所・名跡を訪ね、この旅の記録を『甲寅紀行』（1674年）、『鎌倉日記』（同年）として纏めた。貞享2年（1685年）、『鎌倉日記』をもとに河井恒久らにより、地誌『新編鎌倉志』が編纂された。創作の『水戸黄門』では日本全国を諸国漫遊しているが、藩主は江戸になければならず、領地を視察や移動中に寄り道することはあったが、光圀は遠出といっても鎌倉にある養祖母・英勝院の菩提寺（英勝寺）に数度足を運んだ程度である。
延宝5年（1677年）、生母を弔うため、久昌寺を建立した。
延宝7年（1679年）頃、諱を光圀に改める（光圀52歳）。
貞享から元禄の初めにかけて、建造した巨船「快風丸」を使い、三度にわたる蝦夷地探検を命じる。二度目までは松前までの航海であったが、元禄元年（1688年）出航の3度目は松前から北上して石狩まで到達した。米・麹・酒などと引き換えに、塩鮭一万本、熊やラッコ、トドの皮などを積んで帰還した。この航海により、水戸藩は幕末に至るまで蝦夷地に強い関心を持った。しかし、この巨船での航海は、光圀が藩主であったから幕府も黙認して実現したようで、これ以降行われず、光圀の死から3年目に快風丸も解体された。

### 隠居時代
元禄3年（1690年）10月14日に幕府より隠居の許可がおり、養嗣子の綱條が水戸藩主を継いだ。翌15日、権中納言に任じられた。11月29日に江戸を立ち、12月4日に水戸へ到着。5か月ほど水戸城に逗留ののち、元禄4年（1691年）5月、久慈郡新宿村西山に建設された隠居所（西山荘）に隠棲した。佐々宗淳ら60余人が伺候した。

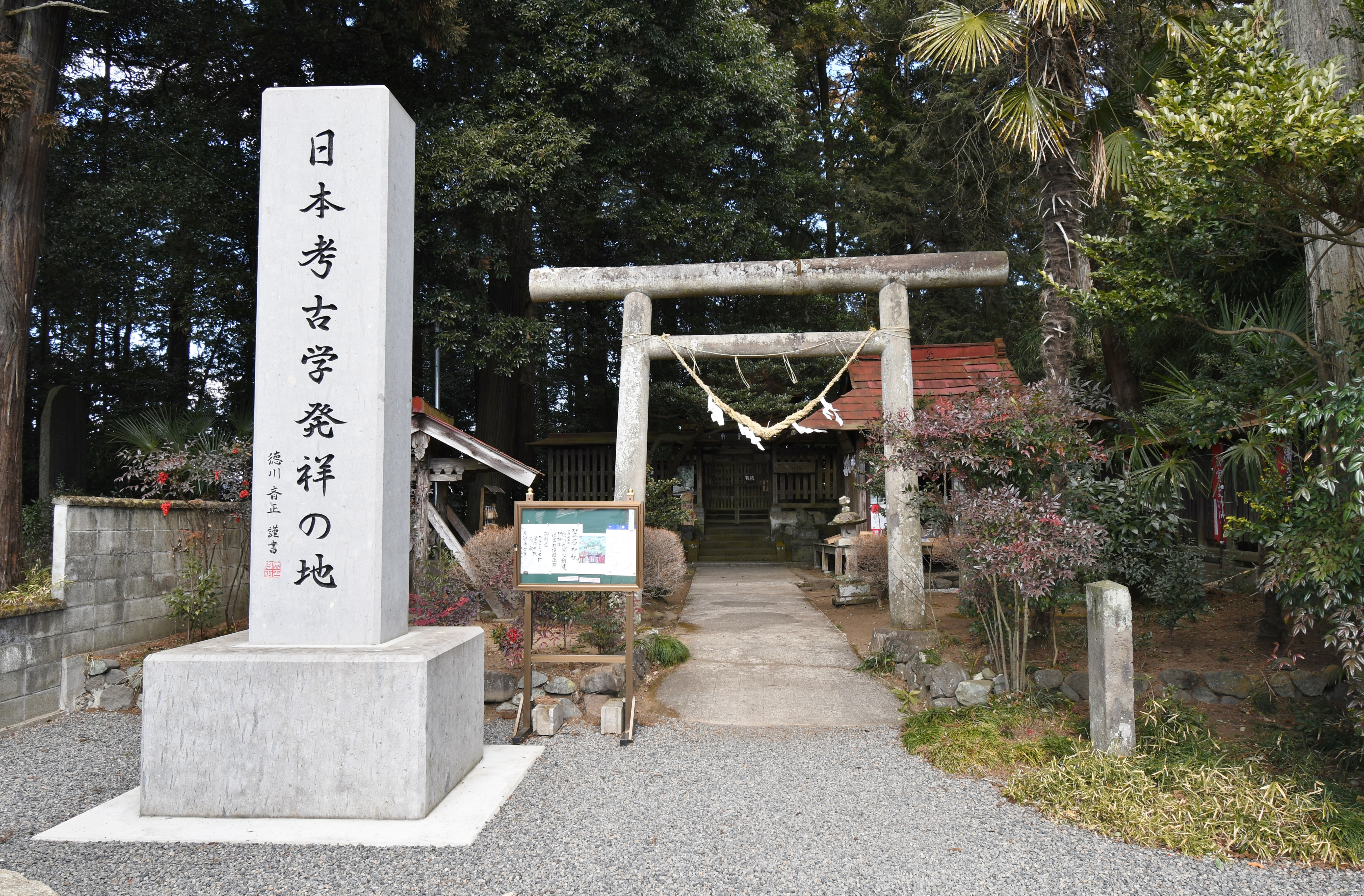
那須国造碑のある笠石神社と日本考古学発祥の地碑

光圀は、元禄5年（1692年）に古墳の発掘調査を行わせた。事の始まりは、下野国（現在の栃木県）で水戸藩領だった那須郡小口村（現・那珂川町）の庄屋・大金重貞が延宝4年（1676年）、旅僧の円順から「湯津上村に古い碑がある」と聞いて現地を訪れ、この那須国造碑に刻まれた文章を調べて『那須記』という本にまとめ、光圀に献上した（湯津上村は藩領でなく旗本知行地であった）。光圀は、碑を那須国造の墓ではないかと考え、貞享4年（1687年）に佐々宗淳に調査を命じた。碑の下からは何も出土しなかったが、佐々は碑を修繕して鞘堂を建てた。佐々は元禄5年（1692年）、碑の近くにあり、那須国造のものと伝承される侍塚（上侍塚古墳と下侍塚古墳）を発掘して鏡、甲冑、石釧、管玉などを見つけたが、埋葬者を明記した墓誌などはなく、光圀は出土品を松の箱に収めて埋め戻させた。この折の記録は、『湯津神村車塚御修理』と、水戸藩が保管していた図面をもとに明治9年（1876年）に栗田寛が記した『葬礼私考』に残されている。日本初の学術的着想による発掘といわれるこの調査は、翌元禄6年（1693年）4月に終了し、6月には光圀が湯津上村を訪れ、那須国造碑と両古墳を視察した。
また、古墳の調査を終えた同年4月、佐々を楠木正成が自刃したとされる摂津国湊川に派遣し、正成を讃える墓を建造させた（湊川神社）。墓石には、光圀の筆をもとに「嗚呼忠臣楠氏之墓」と刻まれている。このほか同年、藩医であった穂積甫庵（鈴木宗与）に命じて『救民妙薬』を編集し、薬草から397種の製薬方法を記させた。
元禄6年（1693年）から数年間、水戸藩領内において、「八幡改め」または「八幡潰し」と呼ばれる神社整理を行う。神仏習合神である八幡社を整理し、神仏分離を図ったものである。藩内66社の八幡社の内、15社が破却、43社が祭神を変更された。
元禄7年（1694年）3月、5代将軍・徳川綱吉の命により隠居後初めて江戸にのぼり、小石川藩邸に入った。11月23日、小石川藩邸内で幕府の老中や諸大名、旗本を招いて行われた能舞興行の際、重臣の藤井紋太夫を刺殺した。光圀が自ら能装束で「千手」を舞ったのち、楽屋に紋太夫を呼び、問答の後、突然刺したという。現場近くで目撃した井上玄桐の『玄桐筆記』に事件の様子が書かれている。幕府に出された届出によると、紋太夫が光圀の引退後、高慢な態度を見せるようになり、家臣の間にも不安が拡がるようになっていたためであり、咄嗟の殺害ではなく、以前からの処罰が念頭にあり、当日の問答によっては決行もありうると考えていたようである。理由の詳細は不明だが、紋太夫が柳沢吉保と結んで光圀の失脚を謀ったためとも言われている。翌元禄8年（1695年）1月、光圀は江戸を発ち、西山荘に帰った。
元禄9年（1696年）12月23日、亡妻・泰姫の命日に出家する。寺社改革を断行した光圀であるが、久昌寺に招いた僧・日乗らと交流し、年齢を重ねるごとに仏教には心を寄せていたことがうかがえる。
元禄13年12月6日（1701年1月14日）に死去した。享年74（満72歳没）。72歳頃から食欲不振におちいっていたため、死因は胃癌や食道癌が推定されている。

## 修史事業

### 修史事業の目的

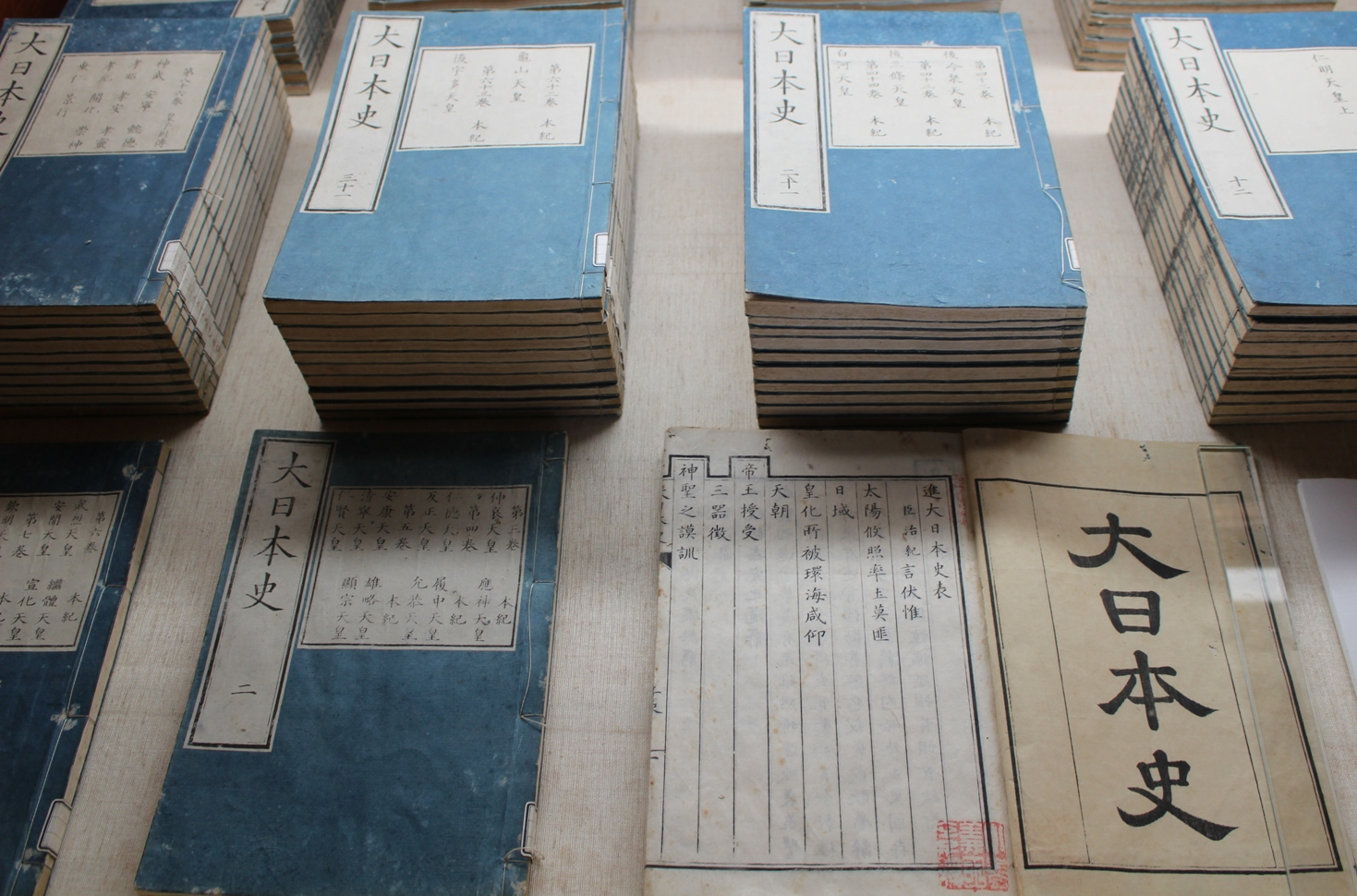
弘道館所蔵の大日本史

光圀が18歳の時、『史記』「伯夷伝」を読んで感銘を受け、それまでの素行を改めて学問に精を出すようになった。この経験により、紀伝体の日本の史書を編纂したいと考えるようになったと、後年、京都の遣迎院応空宛の書簡（元禄8年10月29日付）に書いている。没後15年後に書かれた『大日本史』の序文には「善は以て法と為すべく、悪は以て戒と為すべし、而して乱賊の徒をして懼るる所を知らしめ、将に以て世教に裨益し綱常を維持せんとす」とあり、紀伝体の史書を編み歴史を振り返ることにより、物事の善悪や行動の指針としようという考えであった。個人がいかなる役割を果たしたかを明らかにし、それにふさわしい「名」をその人物に与えるという、儒教の正名論に基づいたものである。
また、遣迎院応空宛の書簡には、武家に生まれたが、太平の世のため武名が立てられないので、書物を編纂すれば後世に名が残るかもしれない、とも書かれており、後世に名を残すことも目的だったようである。

### 経緯
明暦3年（1657年）2月、光圀は修史のための史局を設ける。1か月前の明暦の大火で小石川邸が全焼し、駒込邸の焼け残った屋舎に仮住まいする中での開設であった。当初の史局員は4名。林羅山門下で水戸藩に仕えていた人見卜幽、辻端亭などだった。当時、光圀はまだ藩主ではなかった上に仮住まいの中、あえて史局を開設したのには、江戸時代最大といわれる大火で多くの書籍・諸記録が失われ、親交のあった林羅山が落胆のあまり死去したことに衝撃を受けたものと思われる。修史事業が本格的になるのは、藩主に就任した寛文期以後のことである。
光圀が藩主となった翌年の寛文2年（1662年）頃から、藩主就任に伴い修史事業が次第に本格化し、寛文8年（1668年）には史局員は20名となった。寛文11年（1671年）、神武天皇から桓武天皇までの本紀26冊の草稿ができた。
寛文12年（1672年）春、駒込邸内にあった史局を、小石川邸内に移し、「彰考館」と名付けた。『春秋左氏伝』序の「彰往考来」が由来である。
延宝8年（1680年）、神武天皇から後醍醐天皇までの本紀の清書が終わり、3年後の天和3年（1683年）、「新撰紀伝」と称される104巻（本紀21巻、皇后紀5巻、諸女列伝1巻、皇子伝5巻、諸子列伝1巻、列伝70巻）が完成した。
しかし、仔細を検討したところ、一応完成した「新撰紀伝」についても、重複や脱落があった。またこの頃、既に南朝の正統性に信念を抱いていた光圀としては、少なくとも南北朝合一時の後小松天皇までは編纂したいと考えていたが、それには、史料の少ない南朝史の紀伝を新たに執筆しなくてはならない。このため、「新撰紀伝」の修正・紀伝の追加と、南北朝史の編纂とを並行して進めていくこととなった。編纂の統一を図るとともに効率よく作業を進める目的から、史館員の長である総裁を選任することとなり、人見懋斎が初代彰考館総裁となった。なお、同年には安積澹泊が彰考館に入る。
元禄3年（1690年）、光圀は藩主を退き、水戸藩領の西山荘に隠居するが、修史事業は続けられた。元禄9年（1696年）、69歳となった光圀は、生存中の本紀・列伝の完成を望み、修史以外の編纂事業を縮小させ、校訂・補正作業を持ち越すように方針を変更させた。史館員も増員され、この年5人が加わり、総勢53人となっている。
同じく元禄9年（1696年）、安積澹泊・佐々十竹・中村篁渓の三者に命じて、本紀・列伝を編纂するための詳細な書法や執筆の基準を記した「重修紀伝義例」（元禄3年に作られた「修史義例」の修正版の意）を作成させる。
翌元禄10年（1697年）、後小松天皇までの本紀、「百王本紀」が完成した。なお、北朝の天皇5人は「後小松天皇紀」の初めに帯書された。光圀は「百王本紀」の完成を大変喜ぶとともに、未完の列伝の編纂に力を注ぐために、史館員の主力を水戸城に移し、編纂を促進させた。この後、江戸・水戸の両彰考館で編纂が進められていった。
元禄12年（1699年）の年末、皇后・皇子・皇女伝の清書が西山荘に届けられたが、この頃から、光圀は体調を崩していた。
翌元禄13年（1701年）12月、光圀の死の前後には、本紀67冊、后妃・皇子・皇女伝40冊、列伝5冊（神武天皇から持統天皇の代まで）、計112冊が出来上がった。本紀は一応完成し、文武天皇以降の列伝の草稿も半分以上出来ており、『大日本史』の根本部分は光圀の生前に出来上がっていた。

### 史料の探訪
延宝2年（1674年）、佐々十竹が彰考館に入り、同4年（1676年）から史館員を遠隔地に派遣しての史料調査が行われた。
史料の閲覧を許可された場合には、金銭を支払う場合の他、水戸藩の和紙や海苔、鮭を謝礼に送った。吉野の吉水院には、秘蔵の文書を特別に旅籠まで貸した院主の計らいに対し、礼を述べる光圀の書状が残されている。しかし、文書の秘蔵や虫損を理由に、文書の閲覧を断られることもあった。
史料調査では、訪問先の神社仏閣はもとより、通過・滞在する藩や旗本領などの協力が必要であったが、史館員の記録や書簡からすると、ほとんどの領主は派遣員を歓迎し、手厚く接待した。史館員の派遣に幕府の許可を得ていたかは不明であるが、少なくとも黙認はしていたようであり、後の諸国漫遊譚形成の一因になったと考えられる。

### その他編纂文書
彰考館では、第一の目的である修史（大日本史の編纂）の他にも、多くの書籍が編纂された。主なものは以下のとおり。
- 『礼儀類典』 - 朝廷の恒例・臨時の朝儀・公事に関する記事を抽出・分類して部類分けした書。目録1巻、恒例230巻、臨時280巻、附図3巻の計514巻。
- 『万葉代匠記』 - 『万葉集』の注釈書（契沖著）。元禄3年（1690年）完成（精撰本）。20巻。
- 『扶桑拾遺集』 - 序・跋・記・日記・紀行・賛などの仮名文313点をほぼ年代順・作者別におさめた書。30巻。
- 『草露貫珠』 - 中国の漢から明までの草書を法帖から抜き出して集録した草書字典。中村立節・岡谷義端編。元禄8年（1695年）成立。21巻・拾遺1巻。
- 『花押藪』 - 古記旧文についての諸家の花押を集めて姓名と事歴を記した書。丸山活堂編。7巻。同じく丸山活堂編『続花押藪』7巻もある。
- 『新編鎌倉志』 - 光圀が延宝元年（1673年）の鎌倉旅行をもとに、河井友水らに編纂させた地誌8巻。

## 人物像

茨城県水戸市千波公園にある徳川光圀像

- 19歳の時には、上京した侍読・人見卜幽を通じて冷泉為景と知り合い、以後頻繁に交流するが、このとき人見卜幽は光圀について「朝夕文武の道に励む向学の青年」と話している。しかしながらその強い性格、果断な本質は年老いても変わることはなかった。
- 光圀は、学者肌で非常に好奇心の強いことでも知られており、様々な逸話が残っている。
  - 日本史上、最初に光圀が食べたとされるものは、餃子、チーズ、牛乳酒、黒豆納豆がある。ラーメンも光圀が最初と言われていたが、光圀が食した時期より200年以上前の『蔭涼軒日録』（相国寺の僧による公用日記）に、ラーメンのルーツとされる経帯麺を食べたことが記されていたことが2017年に判明した[11]。肉食が忌避されていたこの時代に、光圀は将軍・綱吉が制定した生類憐れみの令を無視して牛肉、豚肉、羊肉などを食べていた。野犬20匹（一説には50匹）を捕らえてその皮を綱吉に献上したという俗説も生まれた。
  - オランダ製の靴下、すなわちメリヤス足袋（日本最古）を使用したり、ワインを愛飲したりするなど南蛮の物に興味を示し、海外から朝鮮人参やインコを取り寄せ、育てている。蝦夷地探索のため黒人を2人雇い入れ、そのまま家臣としている。また、亡命してきた明の儒学者・朱舜水を招聘し、教授を受けている。
  - 鮭も好物であり、カマとハラスと皮[注 8]を特に好んだ。
  - 朱舜水が献上した中華麺をもとに、麺の作り方や味のつけ方を教えてもらい、光圀はこれを自分の特技としてしきりにうどんを作った。汁のだしは朱舜水を介して長崎から輸入される中国の乾燥させた豚肉からとった。薬味にはニラ、ラッキョウ、ネギ、ニンニク、ハジカミなどのいわゆる五辛を使う。現在でいうラーメンである。光圀はこの自製うどんに後楽うどんという名をつけた。後に西山荘で客人や家臣らにふるまったとの記録も残っている[13]。
- 当時の人物としては普通に衆道のたしなみもあった。光圀は政治を例えて「男色ではなく女色のようにしなければならない」と言った。女色は両方が快楽を得るが男色は片方だけ快楽であり片方にとっては苦痛でしかない。政治は女色のように為政者も民も両方が快楽を得るようにしなくてはならないという意味である。
- 『大日本史』完成までには光圀の死後250年もの時間を費やすこととなり、光圀の事業は後の水戸学と呼ばれる歴史学の形成につながり、思想的影響も与えた。
- 父の頼房が死の床にあったとき自ら看病に当たり、死去すると3日も食事をしなかった。
- 綱吉期に大老の堀田正俊が稲葉正休に刺殺され、正休も大久保忠朝らによってすぐに殺害された。光圀は幕閣の前で「如何に稲葉が殿中で刃傷に及んだとはいえ、理由も聞かず取り調べもせず誅するとは何事か」と激怒し、幕閣に対して強い不信を抱いたという。
- 『玄桐筆記』によれば、光圀が若い頃、知り合いの武士と出かけて帰りが遅くなった。歩き疲れて浅草あたりの仏堂で一休みしていると、連れの武士が「この堂の床下に非人どもが寝ているようだ。引っ張り出して、刀の試し斬りをしよう」と言った。光圀が「つまらないことを言うものではない。罪のない者を斬ることなどできない。それに、非人の中にも手強い者がいるかもしれない。どのような反撃を受けるか分からない。無用なことだ」と言うと、武士は光圀を「臆病風に吹かれたのか」と罵倒した。やむなく光圀は床下に潜り込み、非人を捕まえて引きずり出そうとした。非人は「自分も命が惜しいのです。無慈悲なことはやめてください」と哀願した。光圀は「自分も無慈悲な振る舞いだとは思うが、仕方がない。前世の因縁だと思って諦めてくれ」と言い、非人を引き出して斬り捨てた。光圀は連れの武士に「さてさて、むごいことをしてしまいました。あなたが、そんな人間とは知らずにこれまで付き合っていたことが悔やまれます。今後は、もう、お目にかかることもないでしょう」と言い、その日を境に絶交したという[14]。
- 『盛衰記』によれば、「御手討被遊候迚壱人御貰被遊」（自分で斬ってみようと死罪人を一人頂戴し試し斬りをした）が、光圀の手が返って刀の峰（刀の背の部分）で斬ったため罪人は助かり、光圀は再度斬ろうとせず罪人を放免した。当時は大名が幕府から罪人を貰い受け、刀の切れ味を試すために生きたまま試し斬りにする風習があったが、光圀は最初から罪人の命を助けるつもりで貰い受けたようだという[15]。
- 『盛衰記』によれば、水戸の領内で親を殺した男がいた。牢屋に入れられた男は「殺したのは自分の親だ。自分の考えに反対したので殺しただけだ。それを御上が問題にするのはおかしい。自分は年貢もきちんと納め、御上の法にも違反していない。いったい何の罪で牢に入らなければならないのか」と言った。それを聞いた光圀は「五常の道（仁義礼智信）さえ知らない（倫理観を持たない）者を殺すのは藩主の誤りである」と考え、男に論語の講釈を聞かせた。三年目に男は親殺しの罪の重さを知り、自ら死刑にするよう願い出た。光圀は男が自分の非を悔い改めたと聞き、初めて処刑を命じたという[16]。
- 『桃源遺事』によれば、隠居した光圀は松前藩から献上され江戸屋敷で飼育していたタンチョウヅルを西山荘（現在の茨城県常陸太田市）に放したが、この鶴を長作という男が殺してしまった。長作は捕らえられ、激怒した光圀は「自ら成敗する」と言って長作を牢から引き出した。光圀は「憎い奴め。憎んでも憎み足らぬ」と言って長作を斬り捨てようとしたが、「この者を殺しても鶴は生き返らぬ。禽獣のために人を殺すわけにはいかない。許してやれ」と言い長作を追放した。さらに光圀は「このような者が無一文で放り出されれば、またどこかで悪事を働くしかないだろう。どこかに落ち着くまで銭と米飯を与えてやれ」と命じた。作家の仁科邦男は「生類憐みの令で徳川綱吉は犬殺しの犯人を極刑に処したが、光圀は愛する鶴を殺されても犯人を助命したばかりでなく、犯人の更生に手を貸した。光圀の方がよほど生類を憐れみ、人命を尊重する名君だった」と評している[17]。

## 光圀とその後の水戸藩

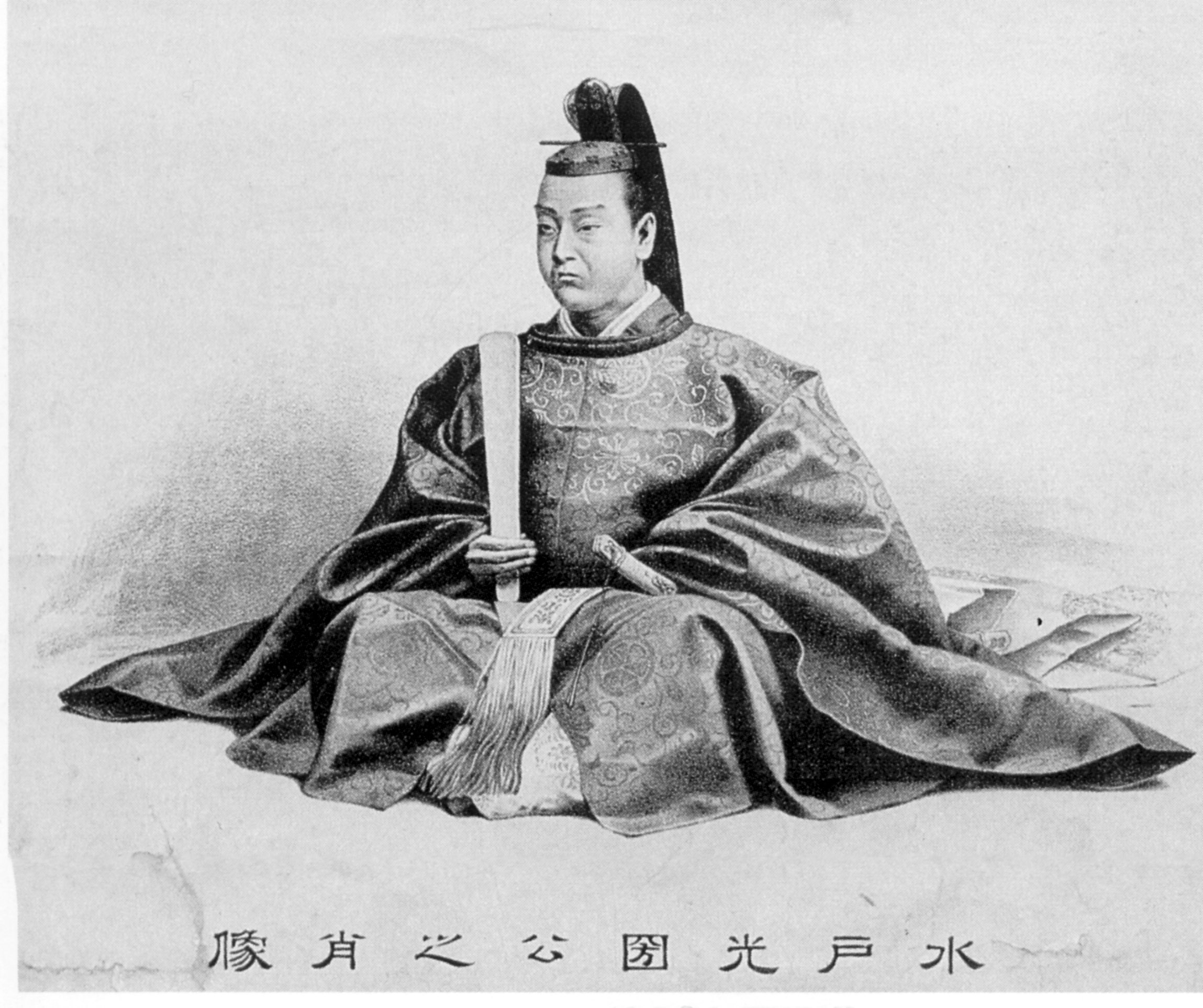
『水戸光圀公之肖像』（京都大学附属図書館蔵）

水戸藩は『大日本史』の編纂に多大な費用を掛けた。一説に藩の収入の3分の1近くをこの事業に注ぎ込んだといわれている（3分の1説の他、8万石説、3.5分の1説、3万石・5万石・7万石説、10万石説などがあるが、いずれも根拠は明確でない）。
水戸藩の財政は初代の父・頼房の藩主時代から苦しく、光圀の藩主時代後期には財政難が表面化していた。光圀は藩士の俸禄の借り上げ（給料削減）を行っているが、大きな効果は上がっていない。光圀の養子・綱條も財政改革に乗り出すが、水戸藩領全体を巻き込む大規模な一揆を招き、改革は失敗する。その後も水戸藩にとって財政の立て直しは重要課題であり続け、様々な改革と幕府からの借金を繰り返した。一方で『大日本史』の編纂は光圀の死後も継続され、豊かとはいえない慢性的な逼迫財政をさらに苦しめたとされる。 
また光圀は他の御三家に対抗するため、当時1間＝6尺3寸だったのを6尺に改め、表高が28万石だった水戸藩を見かけ上36万9千石にした。この石高が次代の綱條の代に幕府に認められることとなり、これが上記『大日本史』編纂事業とあいまって水戸藩困窮の要因となった。
光圀の学芸振興は「水戸学」を生み出して後世に大きな影響を与えたが、その一方で藩財政の悪化を招き、ひいては領民への負担が重くなり、農民の逃散が絶えなかった。
一方、光圀が彰考館の学者たちを優遇したことにより、水戸藩の士や領民から、学問によって立身・出世を目指す者を他藩より多く出すことになる。低い身分の出身であっても、彰考館の総裁となれば、200石から300石の禄高とそれに見合う役職がつけられた。光圀時代には他藩からの招聘者がほとんどを占めた。また、那珂湊の船手方という低い身分から、14歳の時、光圀に認められ、後に総裁になった打越樸斎がいる。他藩から招聘者のなくなった後期の彰考館員、後期水戸学の学者は、ほとんどが下級武士や武士以外の身分から出た者たちであり、藤田幽谷や会沢正志斎は彰考館を経て立身した典型的な例である。彼ら後期水戸学者にとって光圀は絶大な人気があり、彼らの著作を通じて、光圀の勤皇思想が実態より大きく広められたとの見方もある。
水戸徳川家は参勤交代を行わず江戸に定府しており、帰国は申し出によるものであった（常に将軍の傍に居る事から水戸藩主は俗に「（天下の）副将軍」と呼ばれるようになる）。財政悪化もあり、中・後期の藩主はほとんど帰国しなかった。光圀は藩主時代計11回帰国しており、歴代藩主の中では最多である。また歴代藩主唯一の水戸生まれであり、誕生から江戸に出るまでの5年と、隠居してから没するまでの10年を水戸藩領内で過ごした。そのため、水戸藩領内における関連した史跡は後の藩主に比べると格段に多い。

## 年譜
※日付＝明治5年（1872年）12月2日までは旧暦
| 和暦     | 西暦   | 月日 （旧暦） | 年齢        | 内容                                                   |
| -------- | ------ | ------------- | ----------- | ------------------------------------------------------ |
| 寛永5年  | 1628年 | 6月10日       | 1（数え年） | 常陸国水戸藩主徳川頼房の三男として生まれる。           |
| 寛永9年  | 1632年 | 5月3日        | 5           | 従五位上左衛門督叙任。                                 |
| 寛永10年 | 1633年 | 1月           | 6           | 世子に決定。                                           |
| 寛永10年 | 1633年 | 9月5日        | 6           | 従四位下右近衛権少将に昇叙遷任。                       |
| 寛永13年 | 1636年 | 7月6日        | 9           | 元服し、徳川家光の偏諱を受け光国と名乗る。             |
| 寛永17年 | 1640年 | 3月4日        | 13          | 従四位上右近衛権中将に昇叙転任。                       |
| 寛永17年 | 1640年 | 7月11日       | 13          | 従三位に昇叙。右近衛権中将如元。                       |
| 承応3年  | 1654年 |               | 27          | 前関白近衛信尋の次女・尋子（泰姫）と結婚。             |
| 寛文元年 | 1661年 | 8月19日       | 34          | 水戸藩28万石の第2代藩主となる。                        |
| 寛文2年  | 1662年 | 12月18日      | 35          | 参議補任。                                             |
| 延宝7年  | 1679年 |               | 52          | 諱を光国から光圀に改める。                             |
| 元禄3年  | 1690年 | 10月14日      | 63          | 隠居。                                                 |
| 元禄3年  | 1690年 | 10月15日      | 63          | 権中納言となる。                                       |
| 元禄13年 | 1700年 | 12月6日       | 73          | 西山荘にて没する。享年73（満72歳）。                   |
| 天保3年  | 1832年 | 3月5日        | 没後        | 贈従二位権大納言                                       |
| 明治2年  | 1869年 | 12月25日      | 没後        | 贈従一位                                               |
| 明治33年 | 1900年 | 11月16日      | 没後        | 贈正一位                                               |
| 明治39年 | 1906年 |               | 没後        | 水戸徳川家13代当主徳川圀順が『大日本史』を完成させる。 |

## 系譜
- 御簾中：近衛尋子（泰姫） - 近衛信尋の娘
- 侍女：弥智（親量院） - 玉井親次の娘
  - 長男：松平頼常
- 養子女
  - 養女：鍋姫（英勝寺2代住持・松誉清山尼、姪、妹・市姫の娘）
  - 養子：綱方（甥、兄・頼重の長男。世子としてもらい受けるが襲封前に早世）
  - 養子：綱條（甥、綱方の弟。のちの水戸藩3代藩主）

御簾中の泰姫には結婚5年ほどで先立たれており、また終生正式には側室を持たなかった（頼常を生んだ侍女・弥智は出産後、家臣望月信尚と結婚した。夫の死後、頼常の願いにより高松に移り住む）。真偽のほどは不明であるが、いくつかの落胤説がある。領内額田村の豪農鈴木家に嫁いだ「万妃」。磯原村の郷士野口家（野口雨情の祖先）に下げ渡した侍女の子。菓子商真志屋に嫁いだお島の子。また成田山新勝寺の中興一世照範も光圀の落胤との説がある。
また、私的な養女として系図には記載されないが、浄土真宗願入寺15世如高の娘を養女としたことが知られている。願入寺門主は親鸞の長男・善鸞の子・如信の子孫であるが、当時水戸藩領内の久米村で零落していた。親鸞末女の子孫である本願寺の隆盛に対し、嫡系といえる願入寺の零落に心を痛め、娘を養女とし城内に入れて鶴子姫と称し、東本願寺第14代門主・琢如の次男・如晴（瑛兼）を婿に迎え、寺領300石を与えて願入寺を再興させた。光圀との親交は厚く、遺品や多数の書状が残っている。

## 伝記
多数の学者が側近にいたことにより、光圀の伝記・言行録は同時代人に比べて多い。主なものは以下のとおり。
- 『義公行実』 - 元禄14年（1701年）。中村篁溪・栗山潜鋒・酒泉竹軒・安積澹泊編。藩主綱條の命で編纂された漢文体の伝記。のち享保8年（1723年）、光圀の文集『常山文集』が出版される際、巻末に付録として刊行。安積澹泊により全般的改訂がされた。
- 『桃源遺事』　-　元禄14年（1701年）。三木之幹・宮田清貞・牧野和高編。和文体による言行録。別名『西山遺事』。和文のため最も広く流布した。
- 『玄桐筆記』　-　元禄14年（1701年）。井上玄桐編。侍医であった玄桐が書いた光圀の言行録。光圀の死後故郷の京都に帰り、水戸の安積澹泊に向けて書き送ったもの。
- 『義公遺事』　-　成立年不明。中村篁溪（1647年 - 1712年）編。光圀に近侍していた時期に見聞した光圀の言行・逸話や、光圀の命を受けて活動した体験などを記す。
- 『西山遺聞』　-　天明6年（1786年）。立原翠軒編。光圀の逸話で、諸書に掲載されていないものを集めたもの。

## 著作等
漢文集『常山文集』、歌集『常山詠草』、随筆『西山随筆』などがあり、徳川圀順編『水戸義公全集』（1970年、水府明徳会）に収録されている。

## 墓所・霊廟
- 墓所 - 常陸太田市瑞竜町の瑞龍山にあり、現在、日本最大の儒式墓所となっている。
- 霊廟 - 母の菩提寺である常陸太田市新宿町の久昌寺の義公廟がある。
- 奉斎神社 - 水戸市常磐町鎮座の常磐神社に主祭神として祀る。

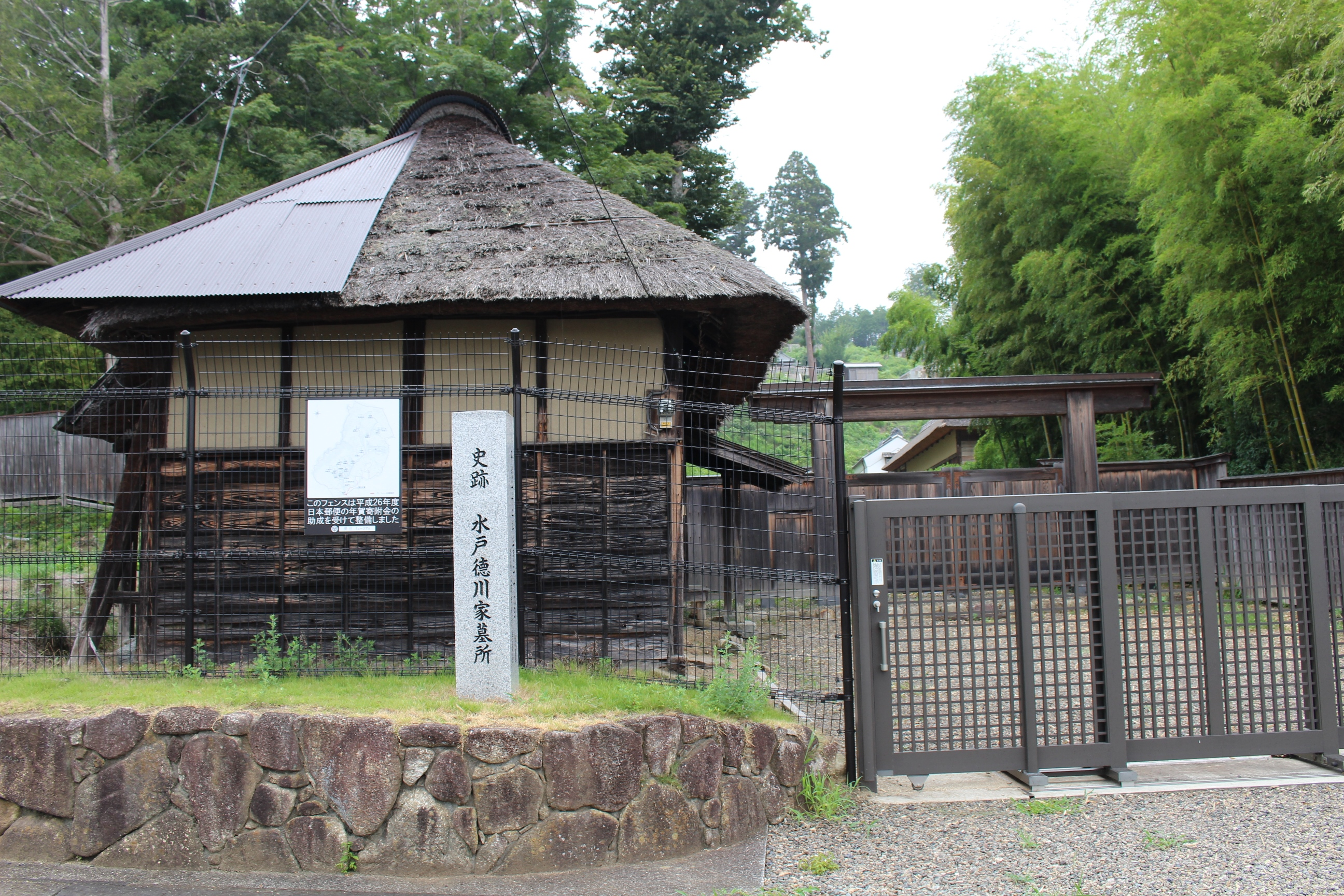
瑞龍山
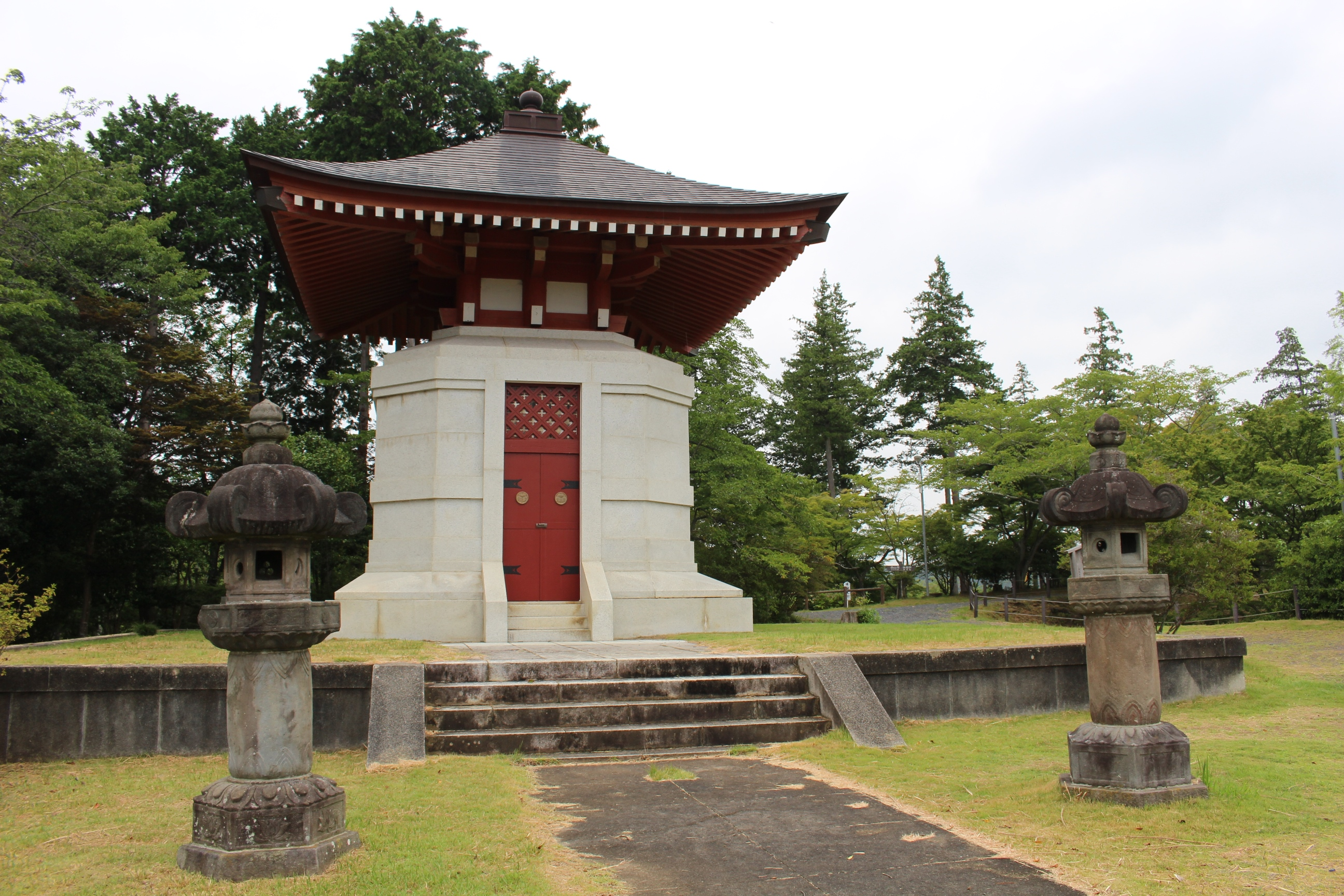
義公廟

## 登場作品
小説
- 吉川英治『梅里先生行状記』上巻・下巻　朝日新聞社、1941年。
- 冲方丁『光圀伝』- 徳川光圀の生涯を題材とした歴史小説。
- 冲方丁『剣樹抄』
  - 『剣樹抄〜光圀公と俺〜』- テレビドラマ化
- 中嶌正英『黄土の夢』（講談社ノベルズ全3巻）明清交代時に明の乞使に徳川が応じていたらというif歴史小説
- 西村弘毅『或る一族の肖像』（郁朋社、2024年）徳川光圀と兄松平頼重を救った武佐と武佐の父安休に関する歴史小説　ISBN 978-4-87302-824-8

テレビドラマ
- 『水戸黄門』- 徳川光圀を主人公とした日本のメディアミックス作品。
- 『葵 徳川三代』（2000年、NHK大河ドラマ、出演：中村梅雀（幼年期：タモト清嵐）） - 同作品の案内役（狂言回し）も兼ねている[21]。

漫画
- そにしけんじ『ねこねこ日本史』　実業之日本社、徳川綱吉の回のみ。
  - Eテレテレビアニメ版の徳川光圀の声は大森日雅（2016年10月26日の第20話綱吉の回、2019年5月15日第102話オリジナル主役の回）。
- 徳弘正也『黄門さま〜助さんの憂鬱〜』　集英社〈グランドジャンプ〉。